# Escola da Borgonha

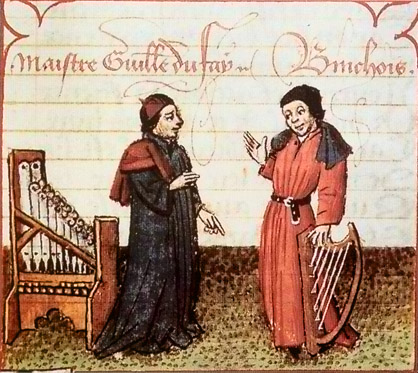
Guillaume Dufay e Gilles Binchois

Escola da Borgonha é um grupo de compositores ativos no século XV em torno da corte dos duques da Borgonha, senhores de um território que atualmente corresponde ao leste da França, Bélgica e Países Baixos. A escola de Borgonha representa a primeira fase da música do Renascimento e da escola franco-flamenga de polifonia. Influenciou a produção musical de toda a Europa, inclusive da Itália. Seus expoentes foram Guillaume Dufay, Gilles Binchois e Antoine Busnois.
A Escola da Borgonha sucedeu a Ars nova e a Ars subtilior, florescendo com a ascensão do Estado borguinhão, um dos mais poderosos e estáveis da Europa naquele período. Os duques eram não somente governantes capazes, mas também ativos patronos das artes, especialmente Filipe III, o Bom e Carlos, o Temerário, que estimularam a música secular em um grau sem precedentes na história da música da Europa.

## Antecedentes
Na Idade Média tardia e no início do Renascimento na Europa, os centros culturais tendiam  a se deslocar de um lugar para outro, em razão de mudanças políticas e da presença do poder  espiritual  ou do poder temporal - do Papado, do Antipapa e do Sacro Império Romano.
No século XIV, os maiores centros musicais eram o norte da França, Avinhão e a Itália, representados respectivamente por Guillaume de Machaut e pela Ars nova, pela Ars subtilior e por Francesco Landini. Avinhão teve um breve mas importante desenvolvimento  cultural em consequência da transferência do Papado para lá, após o Cisma do Ocidente.
Quando a França foi transtornada pela Guerra dos Cem Anos, de 1337 a 1453, o centro cultural migrou para o leste - o território dos borguinhões e os Países Baixos.
Durante o reinado da casa de Valois, a Borgonha era a mais potente e estável dinastia da Europa e, aos poucos, anexou Flandres, Brabante, Holanda, Luxemburgo, Alsácia e Lorena.
Especialmente durante o reino de Filipe, o Bom (1419 - 1467) e de Carlos, o Temerário (1467 - 1477), a Borgonha foi um centro de criatividade musical. Porém a maior parte das atividades musicais não se desenvolveram  na região da França que se chama atualmente de Borgonha, nem na capital do ducado, Dijon. De fato, os maiores centros de música da época eram Bruxelas, Bruges, Lille e Arras.
Os duques de Borgonha não eram apenas mecenas. Tinham parte ativa no desenvolvimento da música: Carlos, por exemplo,  tocava harpa e compunha motetos e chansons. Os duques encorajaram também a composição de música profana, coisa raramente vista antes na história musical europeia.
A migração da cultura musical de Paris para a Borgonha coincide com a passagem da música medieval para a música renascentista; enquanto Guillaume de Machaut é considerado um dos últimos compositores medievais, Dufay é considerado o primeiro compositor renascentista.
Em  1477, Carlos o Temerário morre durante uma das suas tentativas de expandir o território sob seu domínio, ao enfrentar Renato II de Lorena, na Batalha de Nancy. Ainda assim a música continuou a florescer no território borgonhês. A partir da primeira década do  século XVI, o território foi incorporado pelos Habsburgo, que foram também mecenas da música.

## Fases
A história da Escola da Borgonha começa em 1384, quando Filipe II estabeleceu a capela de sua corte. Vinte anos depois, por ocasião da sua morte, o estabelecimento rivalizava com Avinhão, o maior centro musical da Europa na época e o principal núcleo da Ars subtilior. Os nomes associados a essa fase são Johannes Tapissier, Ugo de Lantins, Arnold de Lantins e Nicolas Grenon. A capela foi reorganizada em 1415, fase em que Guillaume Dufay, o maior representante da Escola Borgonhesa, dominou a cena musical européia. Outros mestres importantes da segunda geração foram Gilles Binchois e Hayne van Ghizeghem. A terceira geração foi representada principalmente por Antoine Busnois. A decadência da Escola começou com a morte de Carlos, em 1477. Embora a atividade musical continuasse, a região perdera sua unidade política, tendo partes de seu território absorvidas pelas coroas francesa e espanhola.
A influência de todos esses compositores sobre a música européia do século XV dificilmente pode ser superestimada, sendo a formadora da escola franco-flamenga, onde pontificaram Johannes Ockeghem, Jacob Obrecht, Josquin des Prez, Adrian Willaert e Orlandus Lassus.
Pelo menos enquanto trabalharam nos domínios dos duques da Borgonha, os compositores borgonheses privilegiaram as formas seculares, em especial as quatro formes fixes - lai, virelai, rondeau e ballade, todas genericamente conhecidas como chansons. Mas também foram proficientes  na música sacra - especialmente quando atuaram na corte papal. Deixaram missas e motetos, aperfeiçoando a forma da missa cíclica, que usa um único motivo gregoriano para unificar toda a composição. Sua polifonia é fluente, melódica e faz grande uso da imitação em todas as vozes, todas tratadas de forma semelhante. Além disso, também deram atenção à música puramente instrumental, na forma de danças.
Outros compositores da Escola foram Johannes Legrant, Guillaume Legrant, Reginaldus Libert, Johannes Brassart, Pierre Fontaine, Gilles Joye, Robert Morton, Guillaume le Rouge, Adrien Basin e Jacobus Vide.